# DVV-Pokal

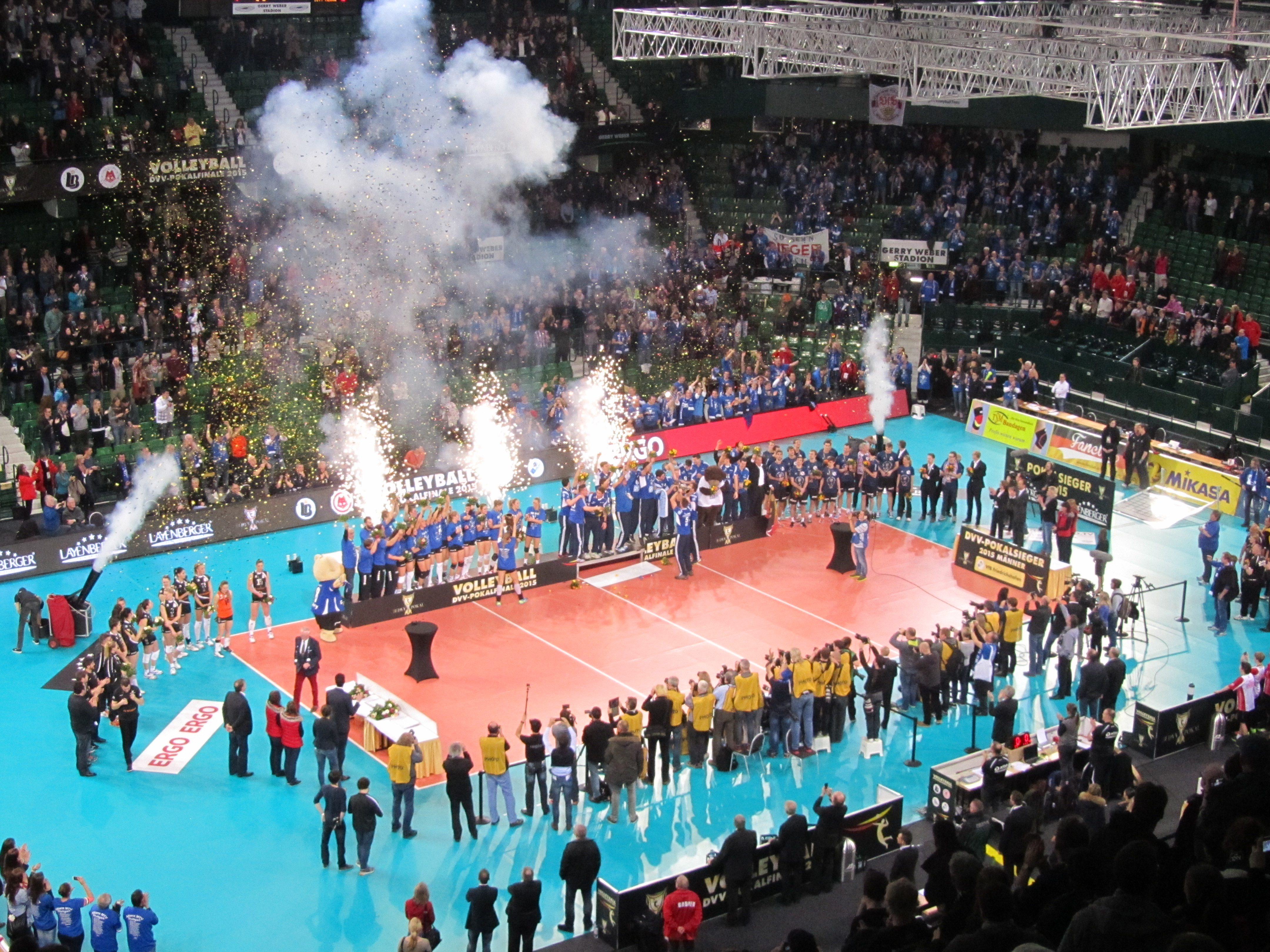
Siegerehrung beim Pokalfinale 2015 im Gerry-Weber-Stadion

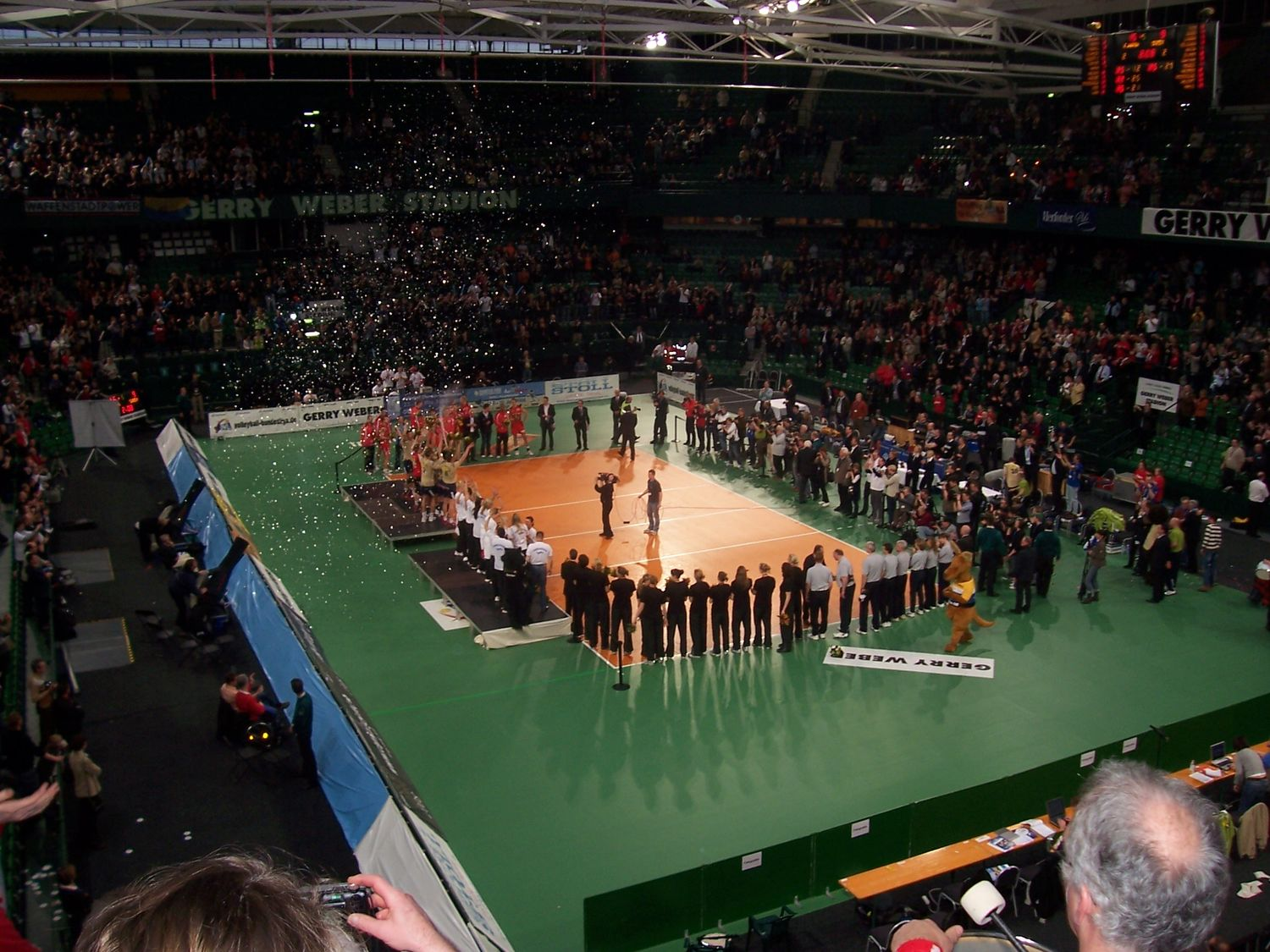
Siegerehrung beim Finale 2008

Der DVV-Pokal ist der nationale Pokalwettbewerb des deutschen Volleyballs. Der Veranstalter war bis einschl. 2022 der Deutsche Volleyball-Verband (DVV). Aufgrund der Insolvenz der DVV eigenen Marketingtochter DVS führt seit 2023 die Volleyball-Bundesliga GmbH (VBL) als Veranstalter in Zusammenarbeit mit dem DVV durch. Die Endspiele werden seit 2016 in der SAP Arena in Mannheim ausgetragen. Aktuelle Titelträger 2025 sind die Berlin Recycling Volleys bei den Männern und der Dresdner SC bei den Frauen.

## Aktueller Modus
Die Bundesligisten sind automatisch für das Achtelfinale qualifiziert. In dieser ersten Hauptrunde stehen außerdem die Sieger der Qualifikation. Die Qualifikation wird in acht regionalen Wettbewerben (Nord, Nordwest, Nordost, West, Ost, Südwest, Südost, Süd) ausgespielt, deren Sieger die Teilnehmer an der Hauptrunde ausspielen. Der Wettbewerb wird im K.-o.-System bis zum Finale fortgesetzt. In den ersten beiden Runden hat jeweils die Mannschaft aus der niedrigeren Klasse Heimrecht. Die Teams des VC Olympia Berlin, in denen die Junioren-Nationalmannschaften spielen, nehmen nicht am DVV-Pokal teil.

## Geschichte

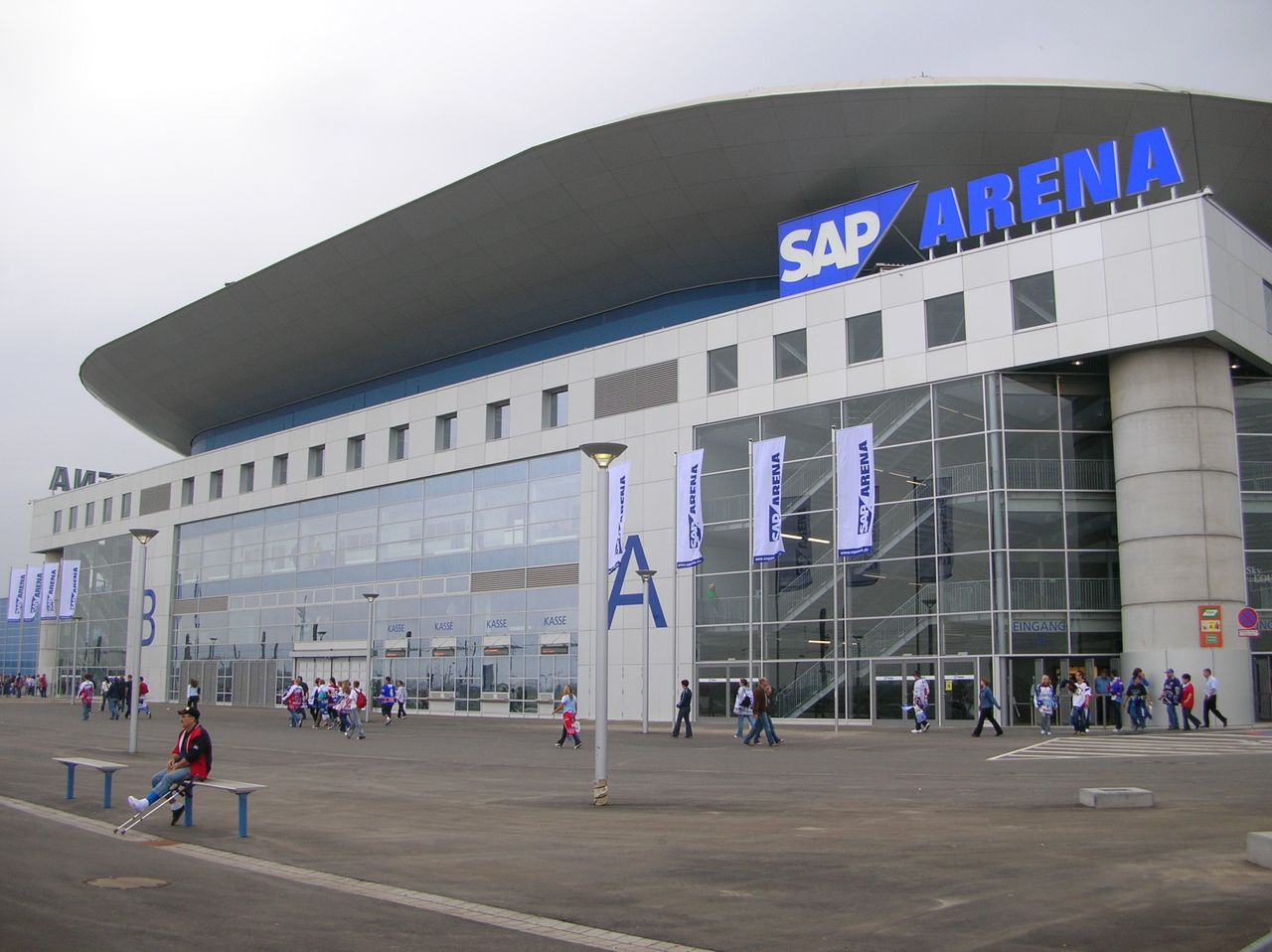
Die SAP Arena ist der momentane Austragungsort der Finalspiele

Der DVV-Pokal wird seit 1973 ausgetragen. Sein ostdeutsches Pendant war der FDGB-Pokal unter Leitung des Deutschen Sportverband Volleyball der DDR (DSVB), der zwischen 1953 und 1991 durchgeführt wurde.
Von 2006 bis 2015 fanden die Endspiele im Gerry-Weber-Stadion in Halle (Westf.) statt. Im April 2015 verkündete der DVV, dass es einen neuen Austragungsort gibt. Seit dem 28. Februar 2016 finden die Endspiele in der SAP Arena in Mannheim statt. Im März 2018 einigten sich der Deutsche Volleyball-Verband, die Volleyball-Bundesliga und die Betreiber der SAP Arena auf die Verlängerung des zwei Jahre laufenden Vertrages um zwei weitere Jahre bis 2020. Der 2020 auslaufende Vertrag wurde im Februar des Jahres bis mindestens 2025 verlängert.
Ab 2026 soll das Pokalfinale auf Wunsch der Clubs immer an einem Samstag anstatt wie bislang an einem Sonntag stattfinden; 2026 am Samstag, 28. Februar 2026, verbunden mit dem Wunsch die Auslastung zu erhöhen. Der Austragungsort soll auch 2026 die SAP Arena in Mannheim sein. Der Veranstalter VBL überlegt jedoch, danach den Austragungsort zu wechseln, z. B. nach Lüneburg oder Düsseldorf.

## Pokalsieger
| Jahr                                               | Männer                   | Frauen                  |
| -------------------------------------------------- | ------------------------ | ----------------------- |
| 1973                                               | TSV 1860 München         | USC Münster             |
| 1974                                               | Hamburger SV             | USC Münster             |
| 1975                                               | TSV 1860 München         | USC Münster             |
| 1976                                               | USC Münster              | USC Münster             |
| 1977                                               | Hamburger SV             | 1. VC Schwerte          |
| 1978                                               | TSV 1860 München         | 1. VC Schwerte          |
| 1979                                               | TSV 1860 München         | USC Münster             |
| 1980                                               | TSV 1860 München         | 1. VC Schwerte          |
| 1981                                               | VBC Paderborn            | TG 1862 Rüsselsheim     |
| 1982                                               | VC Passau                | SV Lohhof               |
| 1983                                               | Hamburger SV             | SV Lohhof               |
| 1984                                               | USC Gießen               | SV Lohhof               |
| 1985                                               | Hamburger SV             | TG Viktoria Augsburg    |
| 1986                                               | VdS Berlin               | SV Lohhof               |
| 1987                                               | SC Fortuna Bonn          | SG/JDZ Feuerbach        |
| 1988                                               | Bayer 04 Leverkusen      | CJD Feuerbach           |
| 1989                                               | Hamburger SV             | CJD Feuerbach           |
| 1990                                               | TSV Milbertshofen        | CJD Feuerbach           |
| 1991                                               | Moerser SC               | USC Münster             |
| ab hier Teilnahme der ehemaligen DSVB-Mannschaften |                          |                         |
| 1992                                               | 1. VC Hamburg            | CJD Berlin              |
| 1993                                               | Moerser SC               | CJD Berlin              |
| 1994                                               | SCC Berlin               | CJD Berlin              |
| 1995                                               | SV Bayer Wuppertal       | CJD Berlin              |
| 1996                                               | SCC Berlin               | USC Münster             |
| 1997                                               | ASV Dachau               | USC Münster             |
| 1998                                               | VfB Friedrichshafen      | VEW Telnet Schwerte     |
| 1999                                               | VfB Friedrichshafen      | Dresdner SC             |
| 2000                                               | SCC Berlin               | USC Münster             |
| 2001                                               | VfB Friedrichshafen      | Schweriner SC           |
| 2002                                               | VfB Friedrichshafen      | Dresdner SC             |
| 2003                                               | VfB Friedrichshafen      | SSV Ulm Aliud Pharma    |
| 2003/04                                            | VfB Friedrichshafen      | USC Münster             |
| 2004/05                                            | VfB Friedrichshafen      | USC Münster             |
| 2005/06                                            | VfB Friedrichshafen      | Schweriner SC           |
| 2006/07                                            | VfB Friedrichshafen      | Schweriner SC           |
| 2007/08                                            | VfB Friedrichshafen      | VfB 91 Suhl             |
| 2008/09                                            | Generali Haching         | Rote Raben Vilsbiburg   |
| 2009/10                                            | Generali Haching         | Dresdner SC             |
| 2010/11                                            | Generali Haching         | Smart Allianz Stuttgart |
| 2011/12                                            | VfB Friedrichshafen      | Schweriner SC           |
| 2012/13                                            | Generali Haching         | Schweriner SC           |
| 2013/14                                            | VfB Friedrichshafen      | Rote Raben Vilsbiburg   |
| 2014/15                                            | VfB Friedrichshafen      | Allianz MTV Stuttgart   |
| 2015/16                                            | Berlin Recycling Volleys | Dresdner SC             |
| 2016/17                                            | VfB Friedrichshafen      | Allianz MTV Stuttgart   |
| 2017/18                                            | VfB Friedrichshafen      | Dresdner SC             |
| 2018/19                                            | VfB Friedrichshafen      | SSC Palmberg Schwerin   |
| 2019/20                                            | Berlin Recycling Volleys | Dresdner SC             |
| 2020/21                                            | United Volleys Frankfurt | SSC Palmberg Schwerin   |
| 2021/22                                            | VfB Friedrichshafen      | Allianz MTV Stuttgart   |
| 2022/23                                            | Berlin Recycling Volleys | SSC Palmberg Schwerin   |
| 2023/24                                            | Berlin Recycling Volleys | Allianz MTV Stuttgart   |
| 2024/25                                            | Berlin Recycling Volleys | Dresdner SC             |

## Zuschauerzahlen SAP-Arena
Seit dem Jahr 2016 wird das Pokalfinale in der SAP Arena Mannheim ausgetragen. Zuvor fanden die Endspiele in der OWL-Arena (ehemals Gerry Weber Stadion) in Halle/Westfalen statt. Bis zum Jahre 2022 wurde das Finale von der DVS, einer Vermarktungstochter des Deutschen Volleyball-Verbandes (DVV) durchgeführt. Das Unternehmen ging jedoch wegen Zahlungsunfähigkeit im Jahre 2022 in die Insolvenz, weshalb das Finale nun von der Volleyball-Bundesliga (VBL) in Zusammenarbeit mit dem DVV veranstaltet wird.
| Jahr | Zuschauer                                            |
| ---- | ---------------------------------------------------- |
| 2016 | 12.000                                               |
| 2017 | 10.000                                               |
| 2018 | 11.354                                               |
| 2019 | 10.287                                               |
| 2020 | 10.689                                               |
| 2021 | 0 (keine Zuschauer zugelassen wegen Corona-Pandemie) |
| 2022 | 3.425                                                |
| 2023 | 9.175                                                |
| 2024 | 10.887                                               |
| 2025 | 10.267                                               |

## Medien
Seit der Saison 2023/24 wird der DVV-Pokal auf Dyn übertragen.